# Timimus
Timimus hermani is een theropode dinosauriër, behorend tot de groep van de Tetanurae, die tijdens het vroege Krijt leefde in het gebied van het huidige Australië.

## Vondst en naamgeving
Vanaf 1980 voerde de Australische paleontoloog Thomas Rich een serie opgravingen uit aan de zuidkust van Victoria. Aan de voet van een steile rotswand direct aan de hoogwaterlijn gelegen ontdekte hij een fossielhoudende laag die dieper het gesteente van de kliffen inliep en die slechts verder uitgegraven kon worden door met explosieven de overhangende lagen op te blazen. Deze werkwijze werd veertien jaar lang voortgezet. Op den duur ontstonden zo een kortere tunnel en een grotere cirkelvormige mijngang die tien meter de berg inliep en die slechts met grote moeite droog kon worden gehouden. De fossielen die daarbij gevonden werden, waren daarbij allemaal erg fragmentarisch en bestonden hoogstens uit losse botten. Wat de grote inspanningen toch rechtvaardigde, was het feit dat Australië erg arm is aan goede dinosauriërfossielen; het baaitje waar het project plaatsvond, dat de naam Dinosaur Cove kreeg, zou de belangrijkste Australische vindplaats uit het Onder-Krijt worden.
Begin 1991, tijdens het zomerseizoen op het zuidelijk halfrond, werden aan de voet van de Dinosaur Cove East-tunnel, in een poel direct aan de waterlijn die na iedere vloed weer moest worden leeggepompt en Lake Copco was gedoopt, twee dijbeenderen gevonden van een theropode, de een van een volwassen, de andere van een jong dier. In 1994 werden die door Rich en zijn vrouw Patricia Vickers-Rich benoemd als de typesoort Timimus hermani. De geslachtsnaam verwijst naar twee Tims: hun eigen zoon Timothy Rich en collega Tim Flannery. Hun naam wordt verbonden met een Latijn mimus, "nabootser", een verwijzing naar de vermeende positie van de soort in de Ornithomimidae. De soortaanduiding eert John Herman, een medewerker van Rich die het project jarenlang als vrijwilliger assisteerde en onder andere een kabelbaantje aanlegde om zwaar materieel van de top van de klippen omlaag te kunnen brengen.
Het holotype, NMV P186303, werd gevonden in lagen van de Eumerallaformatie die vermoedelijk dateren uit het vroege Albien, ongeveer 112 miljoen jaar oud. Het bestaat uit een linkerdijbeen van en volwassen dier. Het kleinere dijbeen is het paratype: NMV P186323. Naast deze twee fossielen werden door het echtpaar Rich ook wat wervels gemeld maar niet beschreven. In 1996 zou Philip Currie nog elders in Zuid-Australië gevonden staartwervels en een schaambeen, NMV P186058, aan de soort toewijzen en ook is er een klauw mee in verband gebracht. Tegenwoordig wordt sterk betwijfeld of deze overige vondsten iets met Timimus te maken hebben.
De vindplaats werd in 1994 met beton afgesloten en in de cirkelvormige gang, de Slippery Rock, werd toen, als tijdcapsule, een glazen container met afgietsels van de belangrijkste vondsten geplaatst. Omdat dat van het dijbeen van Timimus er niet in paste, is het er maar naast gelegd; het is het langste fossiel tijdens het project geborgen.

## Beschrijving

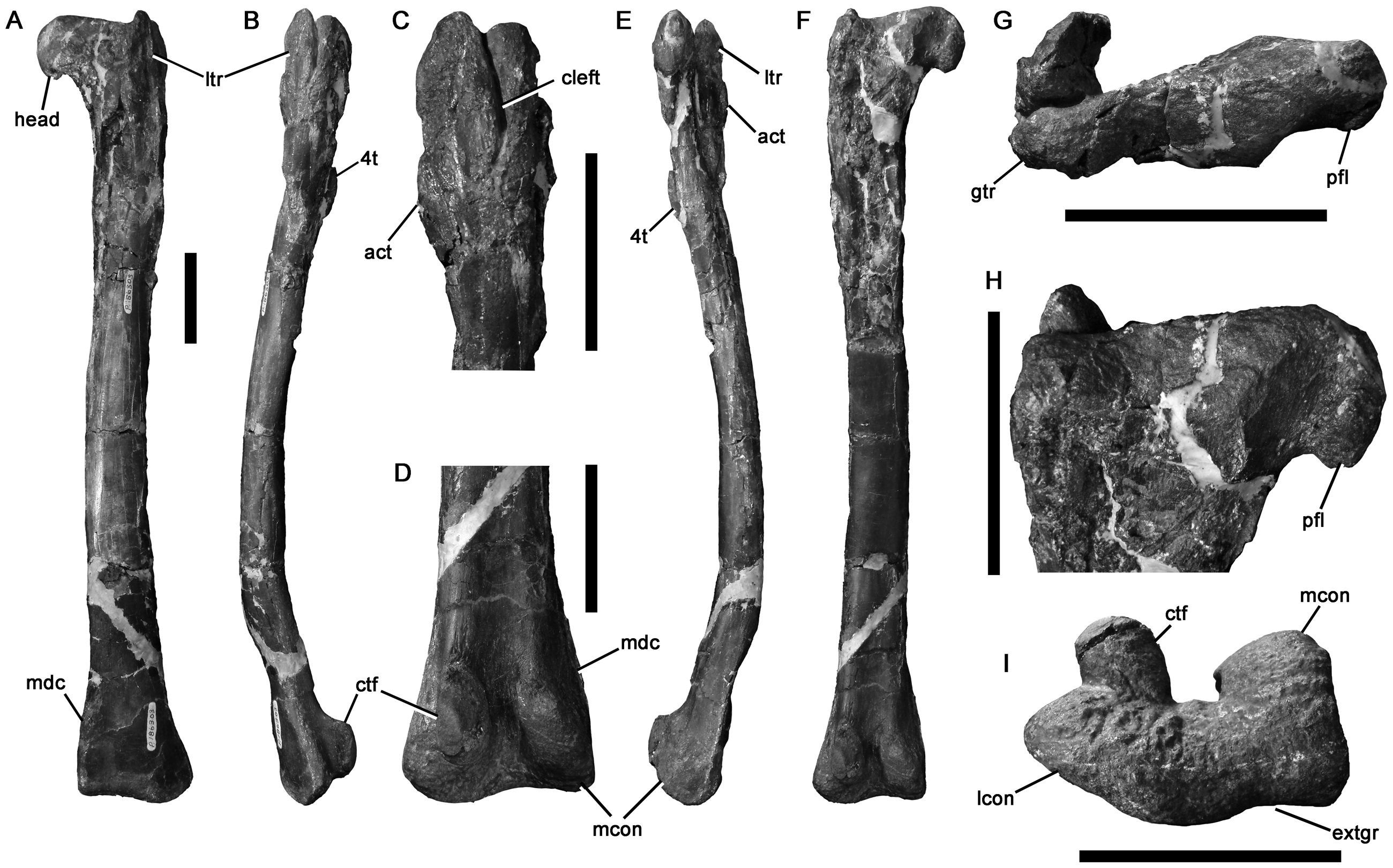
Het holotype van Timimus in verschillende aanzichten getoond

Timimus is een kleine roofsauriër. Het grote dijbeen heeft een lengte van vierenveertig centimeter, het kleine van 175 millimeter. Hieruit is wel een volwassen lengte geëxtrapoleerd van tweeënhalve meter maar daarbij ging men uit van de proporties van de ornithomimiden: was het dier gebouwd als de meeste theropoden, kan het ruim vier meter lang geweest zijn. Het dijbeen is slank en wijst op een algemeen lichte bouw.
De originele beschrijving was erg kort. Als uniek onderscheidend kenmerk werd aangegeven dat een groeve voor de strekspieren tussen de onderste gewrichtsknobbels ontbrak. Hoewel dit kenmerk inderdaad bij Gallimimus wel aanwezig is, ontbreekt het ook bij andere ornithomimiden en zelfs bij de Maniraptoriformes in het algemeen. Meer algemene eigenschappen zijn het van voor naar achteren afgeplat zijn van de dijbeenkop en de hoge positie van de trochanter minor. Deze kenmerken zijn van een groot aantal theropoden bekend.
In 2012 beschreef Rich het specimen nog eens en wees toen op de nauwte van de trochanter major, het feit dat de trochanter minor van de trochanter major gescheiden is door een kloof en de aanwezigheid van een lage bijkomende trochanter op de onderzijde van de trochanter minor. Op de achterkant van de schacht zou een duidelijke vierde trochanter aanwezig geweest zijn. De dijbeenkop is wat meer omhoog gericht.

## Fylogenie
De beschrijvers brachten Timimus onder bij de "Ornithomimosauridae" waarmee ze de Ornithomimidae bedoelden. Het is verrassend dat een ornithomimide van het zuidelijk halfrond bekend is en de aanwezigheid van Timimus werd aangevoerd als argument dat de groep zich daar ontwikkeld zou hebben en pas later naar het noordelijk halfrond verspreid ondanks de geïsoleerde positie van Gondwana. 
In feite toont Timimus geen gedeelde unieke eigenschappen, synapomorfieën, van de Ornithomimidae. Anders dan de beschrijvers dachten, is juist de hoge positie van de voorste trochanter bij die groep onbekend en dus een aanwijzing dat het niet om een ornithomimide gaat. Het is echter onduidelijk tot welke groep het dier dan wel behoort. De zeer lichte bouw doet denken aan een lid van de Paraves, misschien een van de Unenlagiinae, die zich vliegend naar Australië kan hebben verspreid. De meeste onderzoekers houden het voorlopig op een zeer algemene plaatsing in de Coelurosauria incertae sedis en sommigen zien de soort als een nomen dubium. De veranderde status van Timimus is nog niet echt doorgedrongen tot Australië zelf waar het dier in populair-wetenschappelijke boeken nog steeds opgevoerd wordt als de enige bekende ornithomimosauriër van het land en een vrij grote lokale bekendheid geniet, onder andere door een bekende afbeelding op een set postzegels, vormgegeven door Peter Trusler.
In 2012 stelde Rich dat Timimus basaal in de Tyrannosauroidea geplaatst was.

## Levenswijze
Timimus was mogelijkerwijs een vleester of alleseter. Onderzoek naar de botopbouw door Anusuya Chinsamy uit 1996 wees uit dat Timimus duidelijke groeiringen toonde, een mogelijk teken van winterslaap of althans teruglopende activiteit gedurende de vrij strenge winters die het leefgebied indertijd kenmerkten, toen het veel dichter bij de Zuidpool lag dan tegenwoordig. Ondanks het strenge winterseizoen was het gebied wel bebost.